# Tulipa ulophylla
Tulipa ulophylla är en liljeväxtart som beskrevs av Per Erland Berg Wendelbo. Tulipa ulophylla ingår i släktet tulpaner, och familjen liljeväxter.
Artens utbredningsområde är Iran. Inga underarter finns listade.